# Мторі

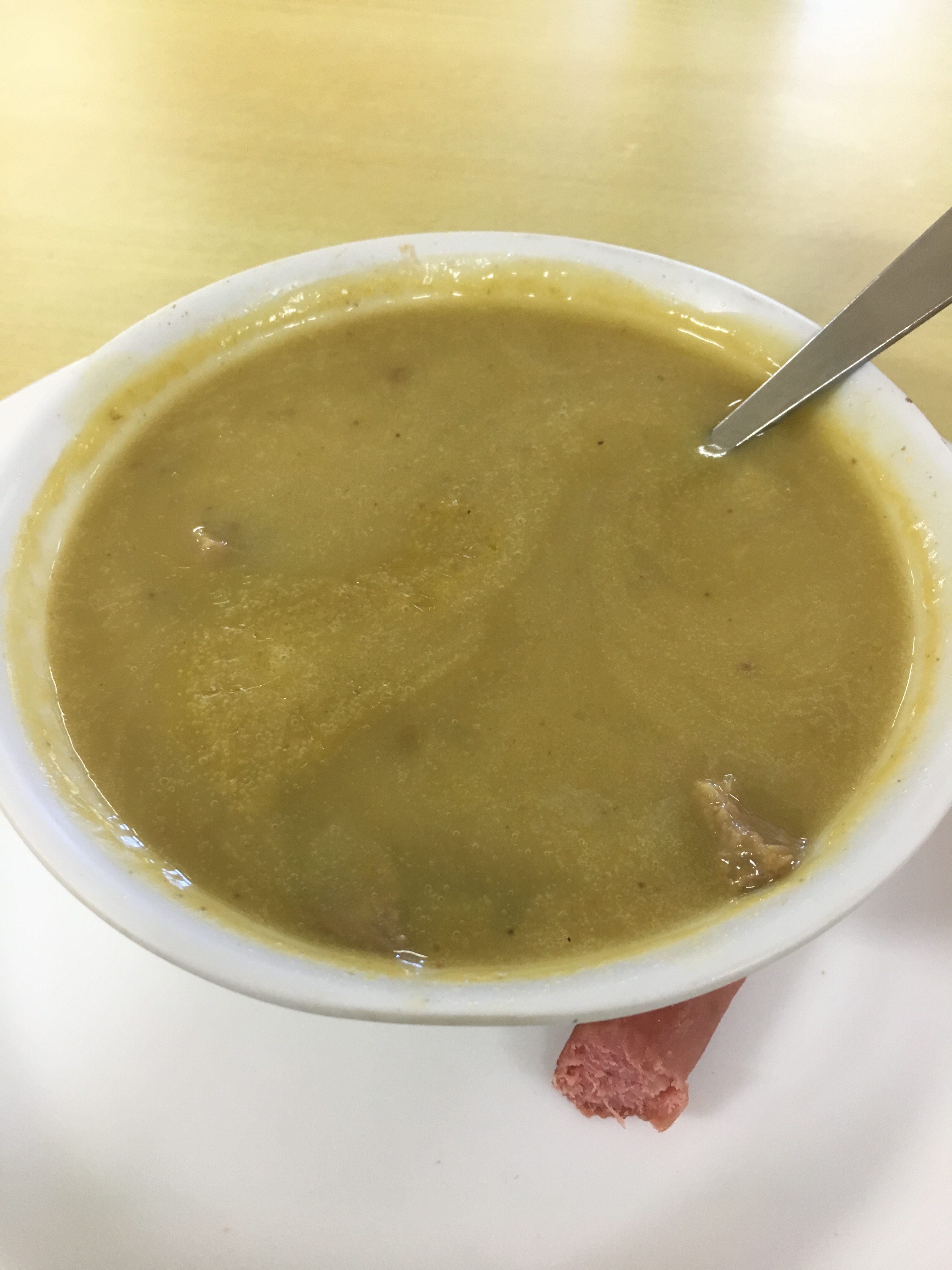
Мторі

Мторі — це відома страва (танзанійське рагу), яка готується з бананів і м'яса. До страви можна додавати картоплю, молоко або вершки. Популярна у Танзанії.

## Історія
Страва виникла в Танзанії, у племені Чагга, які проживають в районі Кіліманджаро, а саме в регіоні Моші— Аруша.  Банани  їдять, як основне джерело крохмалю, Їжа поширилася й на інші території Танзанії. Масаї  вживають мторі, як продукт з поживними речовинами після пологового періоду.  Страву можна подавати як другу страву до сніданку, обіду або вечері.

## Рецепт приготування
— П'ять сирих бананів
– П'ять морквин
– Два помідори
– Дві цибулини
– Два червоних перцю
– Три склянки свіжого молока
– Пів чайної ложки солі
– Одна повна чайна ложка Blue Band або маргарину.
Спосіб приготування
- Помити та підготувати банани (очистити від шкірки), моркву, помідори, цибулю, червоний перець (без насіння).

- Покласти у каструлю підготовлені банани, цибулю та помідори, додати моркву та шматочки червоного перцю, залити однією склянкою води.  Дайте їй закипіти.

- Додати три склянки свіжого молока (з вершками) і сіль у суміш. Закип'ятіти. Стежте, щоб молоко не збігало. Помішуйте

- Переконайтеся, що ваші банани готові до вживання, потім додайте одну ложку блю-бенду або маргарину, зменшіть вогонь і добре перемішайте.

- Зніміть каструлю з вогню та зачекайте, поки їжа охолоне (опусканням каструлі в холодну воду)

- Змішайте суміш до густого супу доливши молока.

- Розігрійте суміш (мторі) на сковороді. Мторі готова до вживання.[9]